# Bubbleglam
Bubbleglam es el segundo disco del grupo argentino Nerdkids, y fue grabado en 2003, editado en 2005 y luego reeditado en 2006, donde sus principales éxitos fueron los sencillos Videos + Discos y Tu estilo es un freepass (con la colaboración de Ale Sergi de Miranda!), el primero se ubicó en el puesto nº 86 de "Los 100 + pedidos del 2005" de MTV Latinoamérica, mientras que el último se ubicó en el puesto nº 65 de "Los 100 + pedidos del 2006" de MTV Latinoamérica.

## Lista de temas
1. Este es el tiempo de los chicos raros
2. Quien te gusta me ama
3. Tu estilo es un freepass
4. Época de novios
5. 5 palabras
6. Club de celosos
7. Videos + Discos
8. Foto - Romántico
9. Estaciones
10. Tokio Walkman